# Kystradiostation
En kystradiostation er en radiostation på land beregnet til telekommunikation med søfartøjer. Kystradiostationer kan fx lytte efter nødopkald primært på nødfrekvenser - og herudover også videreformidle anden skib-til-skib og skib-til-land telekommunikation.
For at forenkle terminologien regnes kyst-til-jord-radiostationer (eng. coast earth station (CES)), som anvendes til satellitkommunikation til søfartøjer, også som kystradiostationer ifølge ITU.

## Dansk kystradiostations historie
Den første kystradiostation i Danmark, som blev oprettet i 1908, havde kaldesignalet OXA og lå på Frederiksholm på Flådestation Holmen.
Senere kom OXB Blåvand Radio i 1914, OXZ Lyngby Radio i 1917, OXP Skagen Radio i 1945 og OYE Rønne Radio.
Efter luksusdamperen Titanics forlis i 1912 blev SOS telegrafiens nødsignal, mens Mayday blev radiotelefoniens.
En fælles nød- og kaldekanal, der skal aflyttes døgnet rundt, blev vedtaget internationalt for alle skibe, og så blev der globalt etableret kystradiostationer, der kan rundsende meldinger om skibe i nød.
Maritime nødkanaler:
- 2182 kHz, MF båndet (Telefoni). Lyttepligt ophørte 1. februar 1999.
  - Er erstattet af det satellitbårne Inmarsat GMDSS.
- 156.800 MHz, VHF K16 (Telefoni) for nærområder.

I dag fjernstyres alle maritime nødradiostationer i Danmark af Lyngby Radio på MF 2182 kHz og VHF 156.800 MHz K16.
Lyngby Radio varetager i øvrigt al anden maritim kommunikation, enten via radio eller satellit.